# Gare de Chézy-sur-Marne
Gare de Chézy-sur-Marne vasútállomás Franciaországban, Chézy-sur-Marne településen.

## Vasútvonalak
Az állomást az alábbi vasútvonalak érintik:
- Noisy-le-Sec-Strasbourg-Ville-vasútvonal

## Kapcsolódó állomások
A vasútállomáshoz az alábbi állomások vannak a legközelebb:
- Gare de Nogent-l'Artaud - Charly (Paris Gare de l’Est, Line P)
- Gare de Château-Thierry (Gare de Château-Thierry, Line P)